# Numminvor
Numminvor är en del av en ö nära Innamo i Nagu,  Finland.   Den ligger i Pargas stad i landskapet Egentliga Finland. Ön ligger just nordost om Innamo, omkring 10 kilometer nordväst om Nagu kyrka,  35 kilometer sydväst om Åbo och 170 km väster om Helsingfors. Närmaste allmänna förbindelse är förbindelsebryggan vid Innamo som trafikeras av M/S Falkö.